# Wisborough Green
Wisborough Green – wieś w Anglii, w hrabstwie West Sussex, w dystrykcie Chichester. Leży 29 km na północny wschód od miasta Chichester i 60 km na południowy zachód od Londynu. W 2001 miejscowość liczyła 1360 mieszkańców.